# Pièce de Chausson
Pour les articles homonymes, voir Pièce.
La Pièce pour violoncelle ou alto et piano, opus 39, est une œuvre de musique de chambre d'Ernest Chausson composée en 1897.

## Présentation
La Pièce pour violoncelle ou alto et piano en ut majeur, op. 39, est composée durant l'été 1897 et dédiée au violoncelliste Jacques Gaillard, qui s'était chargé de recopier l'opéra Le Roi Arthus aux fins d'une éventuelle édition en Allemagne,.
Pour la musicologue Adélaïde de Place, la pièce est « une sorte de poème élégiaque qui appartient à la dernière période de Chausson ».
L'œuvre est créée une vingtaine d'années après la mort du compositeur, le 19 janvier 1918 à la Société nationale de musique, par Gérard Hekking au violoncelle et Alfred Cortot au piano.

## Analyse
La Pièce est écrite en do majeur modulant et construite sur deux thèmes dans un balancement de mesures impaires : le premier thème est à 
, puis, après une brève transition (à 
) vient le deuxième, « plus inquiet », à 
. S'ensuit un climax avant un retour abrégé du premier thème, qui vient paisiblement clore l'œuvre.
Pour Adélaïde de Place, la partition, « ponctuée de modulations hardies et de glissements rythmiques inattendus », possède « un charme et [...] une sérénité presque contemplative ». Gilles Thiéblot relève que d'une certaine façon, elle « répond à l'Élégie en ut mineur opus 24 de Fauré (1883) avec laquelle elle forme un poétique diptyque ».
La durée moyenne d'exécution de la Pièce en ut majeur pour violoncelle ou alto et piano est de sept minutes trente environ. Elle existe également dans une transcription pour violon et piano d'Armand Parent.

## Discographie
- avec la Sonate pour violoncelle et piano de Louis Vierne et la Sonate pour violoncelle et piano d'Édouard Lalo, Reinhold Johannes Buhl (violoncelle) et Raya Birguer (piano), LP Calliope, 1972[4].
- avec le Concert, op. 21, Roland Pidoux (violoncelle) et Jean-Claude Pennetier (piano), Harmonia Mundi, 1984[4].
- par Jean Barthe (violoncelle) et Thérèse Dussaut (piano), DOM, 1991[4].
- avec le Poème, op. 25, le Trio, op. 3 et l'Andante et allegro, Gary Hoffman (violoncelle) et Pascal Devoyon (piano), Hyperion Records CDA67028, 1998.
- Fin de siècle, avec des œuvres d'Henri Büsser, Georges Hüe, Reynaldo Hahn, Claude Debussy (Beau soir), Léon Honnoré, Louis Vierne (Deux pièces), Lucien Durosoir, Georges Enesco et Maurice Ravel (Kaddisch), Lawrence Power (alto) et Simon Crawford-Phillips (piano), Hyperion Records CDA68165, 2016[5].